# Dôme de Novare
Le dôme de Novare (Duomo di Novara ou Cattedrale di Santa Maria Assunta en italien) est un imposant édifice religieux néoclassique, construit entre 1863 et 1869 d'après les dessins de l'architecte Alessandro Antonelli.

## Histoire
Une première basilique chrétienne consacrée à sainte Marie a été construite entre 350 et 400 au même endroit où se trouvait autrefois un temple païen de Jupiter. Dans les siècles suivants, l'église a été réparée et élargie.
Entre les XIe et XIIe siècles, la cathédrale primitive a été démolie et, à sa place, une nouvelle en style roman a été construite. La consécration a eu lieu le 17 avril 1132 par le pape Innocent II. La nouvelle église avait une croix latine, avec trois nefs et des Matroneums. La façade, précédée d'un quadriportique (it), était flanquée de deux tours qui unissaient les allées aux matroneums. La croisée du transept était couverte par un tiburio octogonal et l'autel principal était surmonté d'un ciborium. Le pavement original était carré, hexagonal ou triangulaire en marbre blanc et gris foncé, tandis que la décoration intérieure était entièrement en mosaïque florale. Il y a eu un certain nombre de fresques sur les murs, dont certaines datent du Xe siècle, qui ont été mises en lumière au XXIe siècle. Elles illustrent les scènes de l'apocalypse, elles sont réalisées par un auteur inconnu. La grande fresque représentant le Jugement Universel remonte au XVe siècle.
Au XVe siècle, l'église a été restaurée. On a ouvert les allées, des chapelles puis d'autres encore au XVIe siècle. La façade a été renforcée avec des contreforts et les deux tours démolies, sauf le clocher, le long du transept gauche. En 1580, selon l'évêque Francesco Bossi (it), la vieille abside a été démolie, remplacée par un nouveau chœur rectangulaire. L'évêque Carlo Bescapè, dans la première moitié des années 1590, a fait construire le nouvel autel et Benedetto Odescalchi a restauré le tiburio avec une lanterne en 1680. Au XVIIIe siècle, sur le projet de Benedetto Alfieri, la cathédrale a été progressivement restaurée dans le style baroque, conservant ses structures originales. Cependant, le travail a été arrêté en 1792 quand seuls le transept et les chapelles étaient terminés, et a repris en 1831 sur un projet de Melchiori, qui a conçu le nouveau chœur, dont l'autel a été consacré en 1836 mais a été terminé seulement plus tard, par Alessandro Antonelli.
Ce dernier, en 1854, a été demandé pour un projet de reconstruction du portique, mais il a également présenté un projet comprenant la reconstruction de la cathédrale entière, qui a été approuvé l'année suivante. En 1857, le portique a été démoli et plus tard reconstruit, tandis qu'en 1865 les allées et le dôme de la cathédrale romane ont été démolis. La construction des nouvelles nefs a pris fin en 1869 et, le 2 octobre de cette même année, la cathédrale fut consacrée. Cependant, le transept et le chœur n'ont pas été construits.
Le bâtiment a subi un travail de restauration de 12 ans qui s'est terminé en novembre 2009 avec la fin du travail du clocher roman.

## Description
La cathédrale, avec d'autres édifices religieux qui s'y rattachent, est située dans le cœur de la ville sur la piazza della Repubblica, sur le site d'une ancienne église romane des XIe et XIIe siècles démolie pour faire place au nouveau bâtiment. 
Le côté de l'édifice donnant sur la place est bordée par une colonnade. L'entrée est située sous un porche, composée de quatre colonnes massives cannelées, ornées de chapiteaux corinthiens, qui soutiennent le fronton triangulaire. 
La structure interne est divisée en une nef et deux vaisseaux collatéraux séparés par des colonnes massives en stuc ocre. La nef est couverte par une voûte en berceau.
Parmi les peintures les plus importantes se trouve le Noces mystiques de sainte Catherine de Sienne de Gaudenzio Ferrari, avec les œuvres de Bernardino Lanino et Callisto Piazza.
En face de l'église, de l'autre côté du cimetière, se trouve un baptistère paléochrétien datant du IVe ou Ve siècle et considéré comme le plus ancien monument de la ville. L'édifice est de forme octogonale avec absides rectangulaires et alternativement en plein cintre. Au centre se trouvent les restes des fonts baptismaux originaux.